# Littérature équatorienne

La littérature équatorienne plonge ses racines dans l'histoire précolombienne et coloniale du pays. L'expression désigne les littératures orales et écrites, réalisées en Équateur, ou dans les diasporas, en tout lieu, toute époque, toute langue, autochtone ou importée.
La population équatorienne, estimée à 3 millions vers 1945, est composée dans les années 2020 d'environ 18 millions de lecteurs équatoriens potentiels, métis à près de 80 % .

## Histoire
Parmi les principaux écrivains équatoriens, on peut citer entre autres Juan León Mera et Juan Montalvo au XIXe siècle. Au XXe siècle les auteurs se rattachant au  Groupe de Guayaquil (en) formé dans les années 1930 (José de la Cuadra, Enrique Gil Gilbert, Joaquín Gallegos Lara, Demetrio Aguilera Malta et Alfredo Pareja Diezcanseco) ont développé les thèmes du métissage et de la vie des grandes plaines de la côte du Pacifique, tandis que Jorge Icaza (1906-1978) contribuait à la littérature indigéniste, avec notamment son roman Huasipungo (La Fosse aux Indiens). 
Une nouvelle génération émerge à partir des années 1960, avec en particulier les romanciers Miguel Donoso Pareja (1931-2015), Abdón Ubidia (1944) et Jorge Queirolo Bravo (1963), et les poètes Alicia Yánez Cossío (1928) (également romancière), Ileana Espinel (1933-2001), Jorge Enrique Adoum (1926-2009). Au XXIe siècle, on peut citer des poètes comme María Fernanda Espinosa (1964) ou Juan José Rodríguez (1979).
Le premier poète quéchua connu est Jacinto Collahuazo (es) (né en 1665) : Elegía a la muerte de Atahualpa.

### 18esiècle

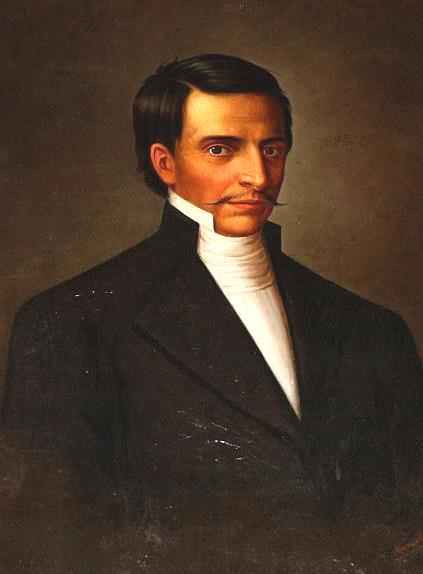
Eugenio Espejo
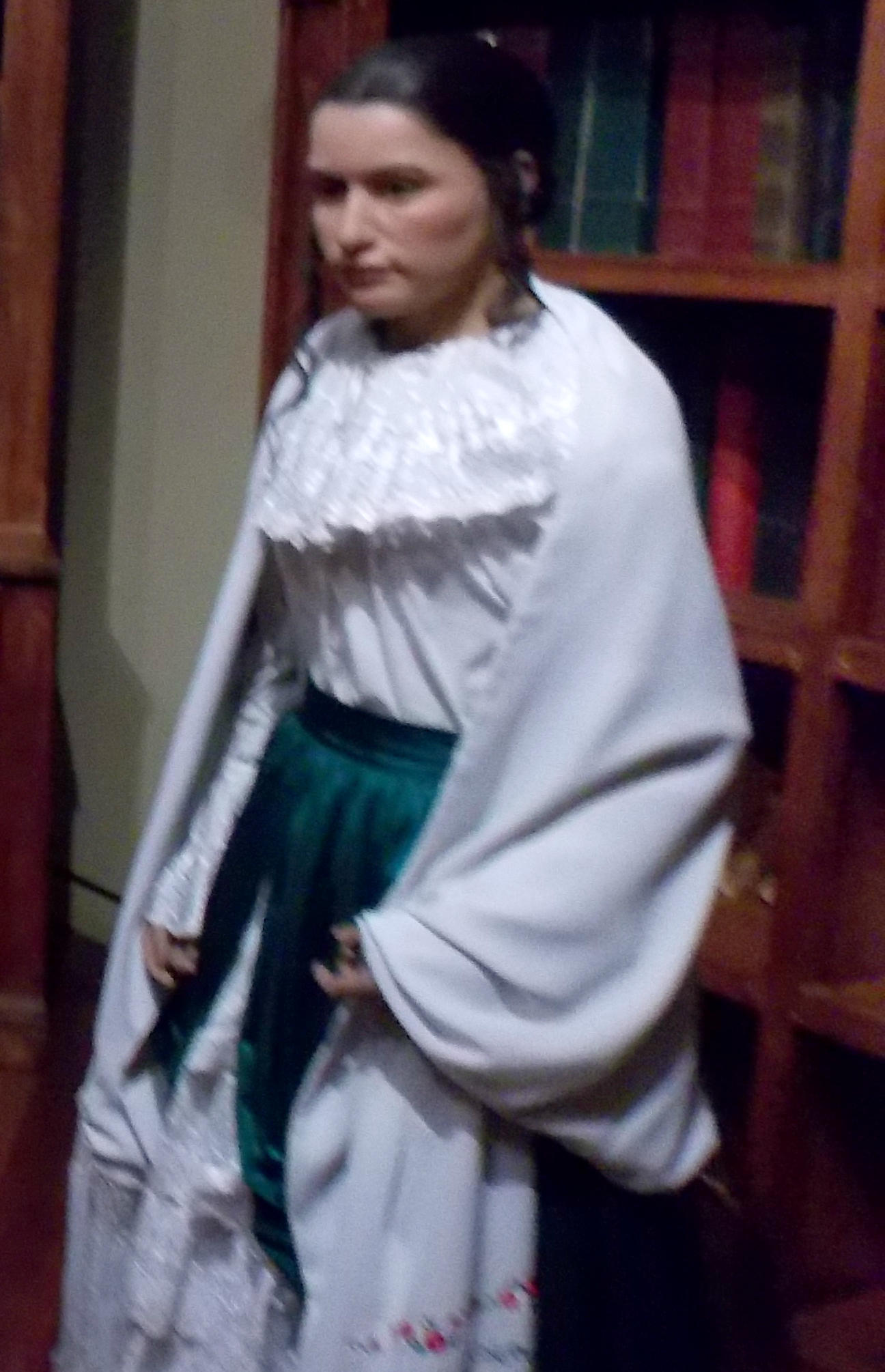
Manuela de la Santa Cruz y Espejo

- Jacinto Collahuazo (es) (1660c-1750c), poète en quéchua, Elegía a la muerte de Atahualpa
- Juan Bautista Aguirre (es) (1725-1786), poète et écrivain
- Eugenio Espejo (1747-1795), écrivain, historien, médecin, avocat, idéologue, journaliste, métis
- Manuela de la Santa Cruz y Espejo (es) (1753-1829), journaliste, infirmière, féministe, épouse d'Eugenio Espejo

### 19esiècle

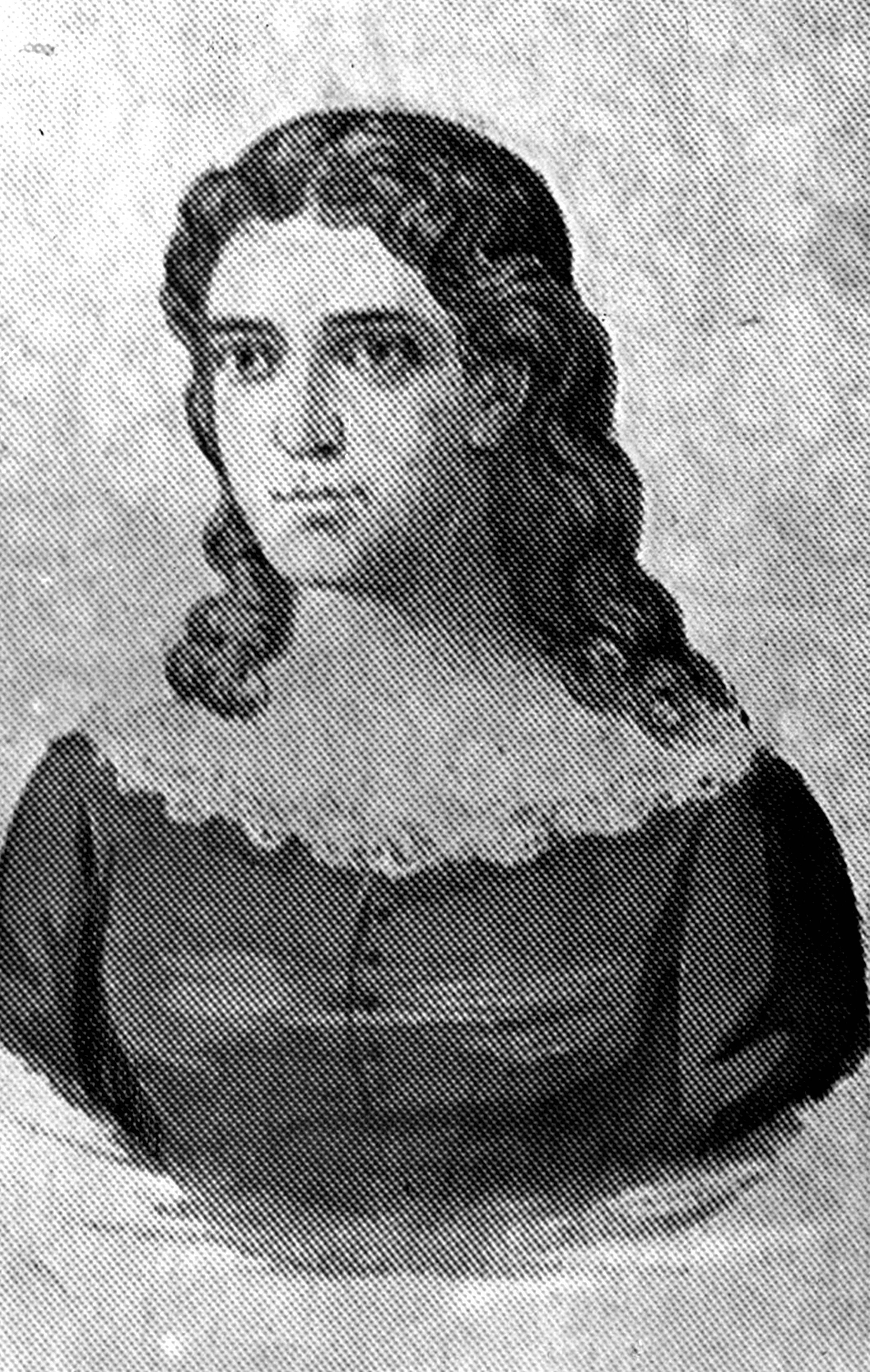
Dolores Veintimilla
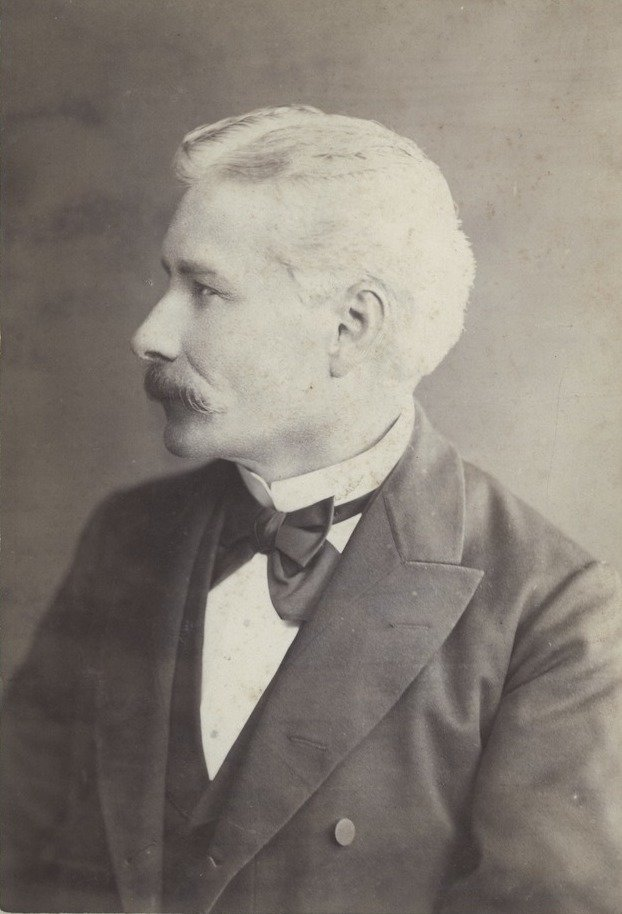
Numa Pompilio Llona
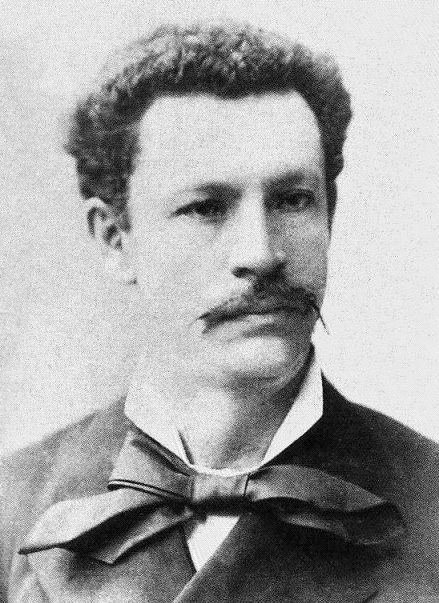
Juan Montalvo
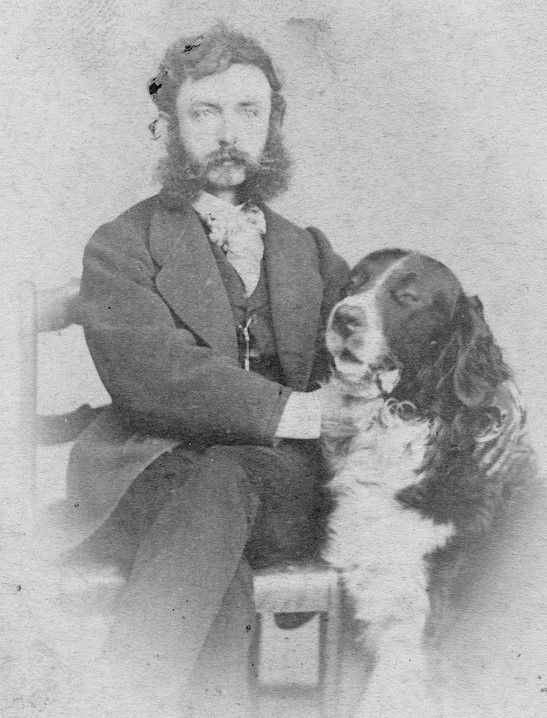
Juan León Mera

- José Joaquín de Olmedo (1780-1847), poète et homme politique
- Dolores Veintimilla (es) (1829-1857), poétesse, Quejas (1908)
- Numa Pompilio Llona (es) (1832-1907), philosophe et poète
- Julio Zaldumbide (1833-1887), Numa Pompilio Llona (1832-1907), poètes romantiques
- Juan Montalvo (1832-1889), écrivain et philosophe
- Juan León Mera (1832-1894), essayiste, romancier, politique et peintre, Cumandá (1877)
- El Cosmopolita (es), revue littéraire équatorienne (1866-1869)
- El Regenerador (es), revue littéraire équatorienne (1876-1878)

### Premier20esiècle

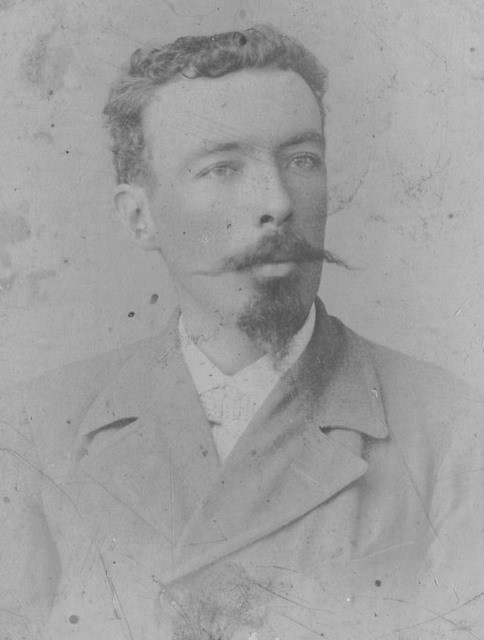
Luis Alfredo Martínez
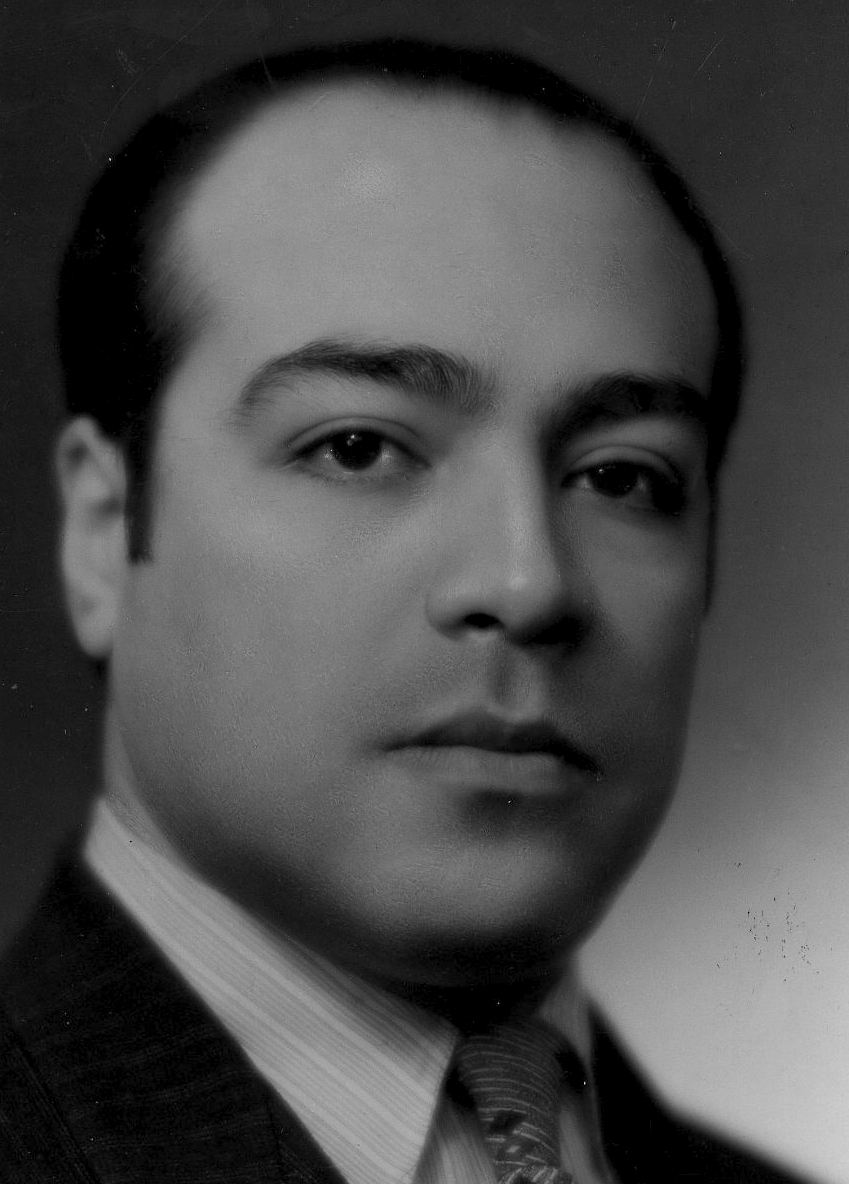
Jorge Carrera Andrade
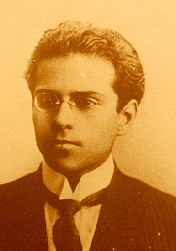
Medardo Ángel Silva
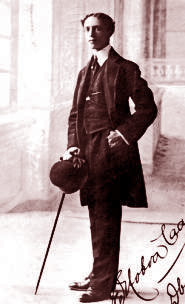
Ernesto Noboa y Caamaño

- Luis Alfredo Martínez (1869-1909), écrivain, peintre, politique
- Génération décapitée (es) (1910-1930) :
  - Humberto Fierro (1890-1929)
  - Medardo Ángel Silva (es) (1898-1919)
  - Ernesto Noboa y Caamaño (es) (1889-1927)
  - Arturo Borja (es) (1892-1912)
  - Medardo Ángel Silva (es) (1898-1919)
- Hugo Mayo (1895-1988) (Miguel Augusto Egas Miranda)
- Gonzalo Escudero (es) (1903-1971)
- Jorge Carrera Andrade (1903-1978)
- Alfredo Gangotena (1904-1944), poète
- Groupe de Guayaquil (es), romanciers réalistes
  - José de la Cuadra (1903-1941)
  - Alfredo Pareja Díez Canseco (es) (1908-1993)
  - Joaquín Gallegos Lara (1909-1947)
  - Demetrio Aguilera Malta (es) (1909-1981)
  - Enrique Gil Gilbert (es) (1912-1973)
- Jorge Icaza (1906-1978), dramaturge, puis nouvelliste
- Ángel Felicísimo Rojas (es) (1909-2003)
- Pablo Palacio (es) (1906-1947)
- Adalberto Ortiz (es) (1914-2003)
- César Dávila Andrade (es) (1908-1967)
- Nelson Estupiñán Bass (1912-2002)

### Second20esiècle

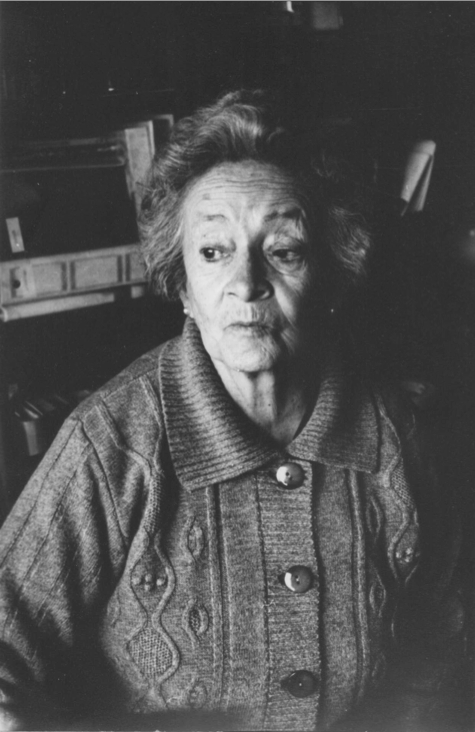
Alicia Yánez Cossío
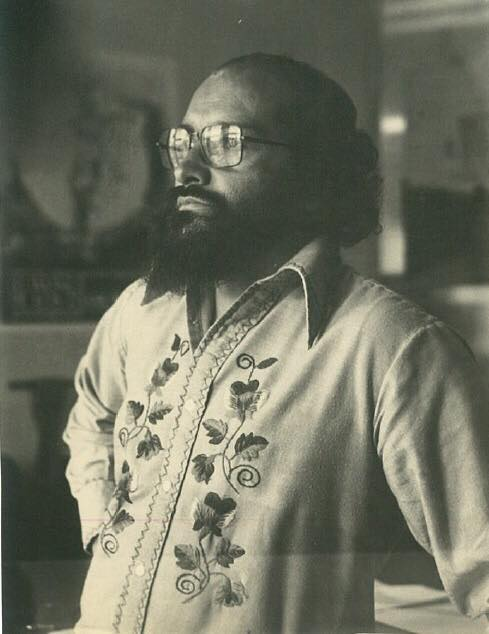
Ulises Estrella
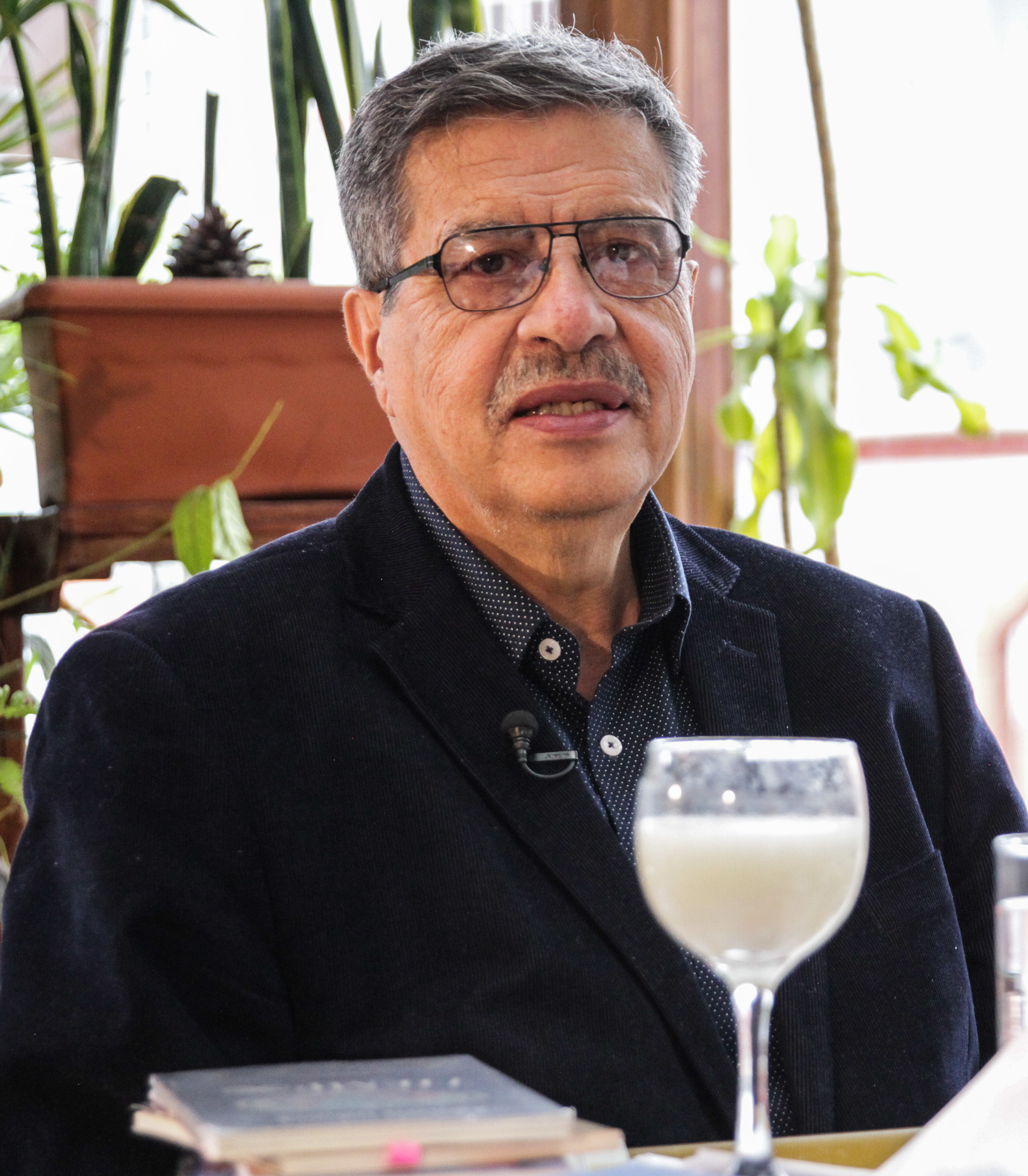
Abdón Ubidia
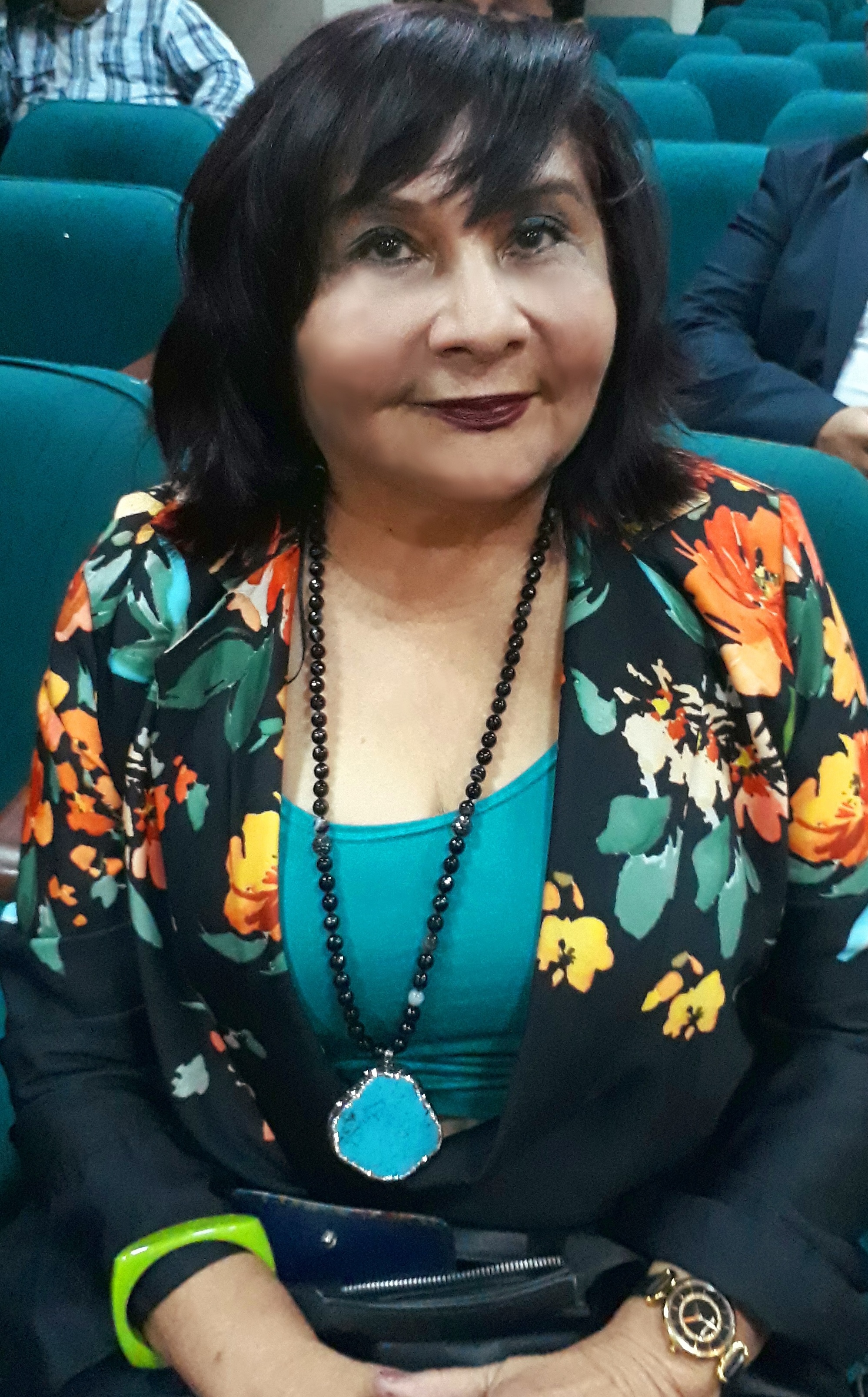
Sonia Manzano
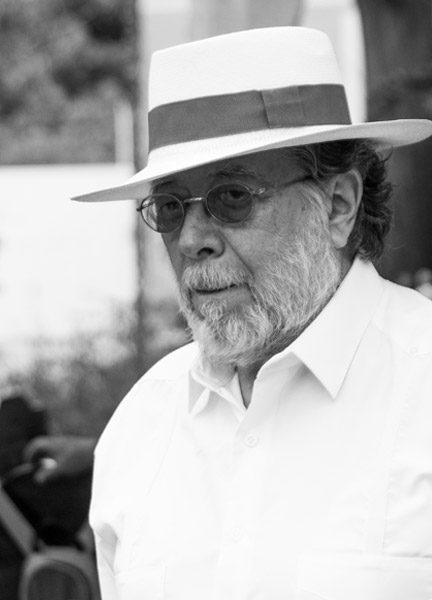
Iván Égüez

- Pedro Jorge Vera (es) (1914-1999)
- Adalberto Ortiz (es) (1914-2003), romancier, poète, peintre, diplomate
- Alejandro Carrión (es) (1915-1992), poète, romancier, journaliste
- César Dávila Andrade (es) (1918-1967)
- Luis Alberto Costales (1926-2006), poète, écrivain, philosophe, enseignant, orateur et politique
- Efraín Jara Idrovo (es) (1926-2018), poète
- Jorge Enrique Adoum (1926-2009), poète, essayiste
- Alicia Yánez Cossío (1928-), poétesse, romancière, journaliste : Bruna, soroche y los tíos (1973)
- Carlos Eduardo Jaramillo (es) (1932-), poète, avocat
- Lupe Rumazo (1933-)
- Euler Granda (es) (1935-2018), poète, psychiatre
- Ulises Estrella (1939-2014), poète, cofondateur du tzantzismo
- Raúl Pérez Torres (es) (1941-)
- Humberto Vinueza (es) (1942-2017), poète et homme politique
- Abdón Ubidia (1944-), romancier : Bajo el mismo extraño cielo (1979), Sueño de lobo (1986)
- Julio Pazos Barrera (es) (1944-)
- Iván Égüez (es) (1944-)
- Javier Vásconez (es) (1946-)
- Sonia Manzano (es) (1947-), poétesse, narratrice, pianiste
- Huilo Ruales (es) (1947-)
- Jorge Dávila Vázquez (1947-)
- Iván Carvajal Aguirre (es) (1948-), poète
- Telmo Herrera (1948-)
- Jorge Velasco Mackenzie (es) (1949-) : El rincón de los justos (1983)
- Eliécer Cárdenas (es) (1950-), Diario de un idólatra (1990)

- Génération post-décadente (1955-1970, page supprimée) : Abdón Ubidia, Javier Vásconez, Jorge Dávila, Raúl Pérez Torres, Jorge Velasco Mackenzie

### 21esiècle

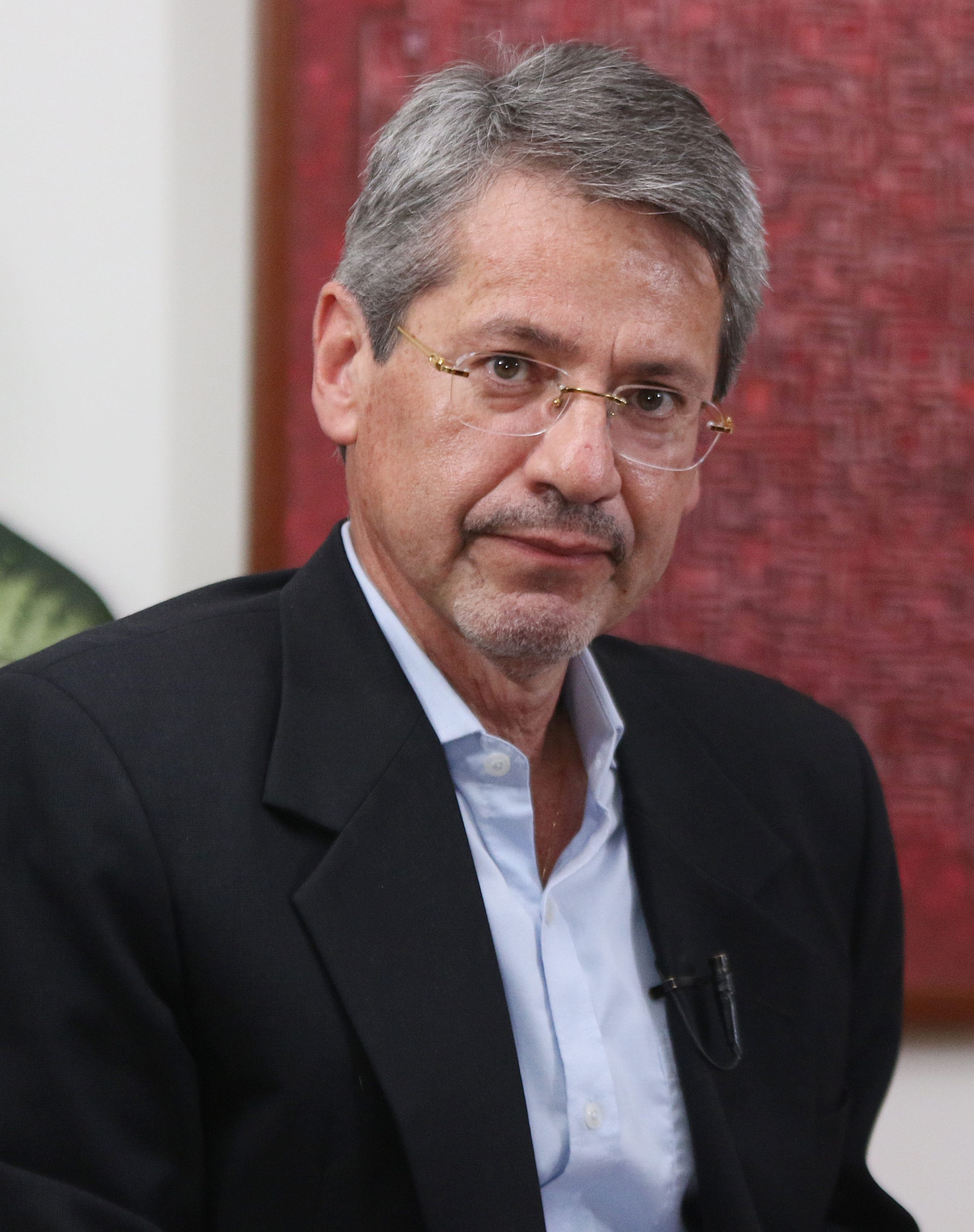
Raúl Vallejo
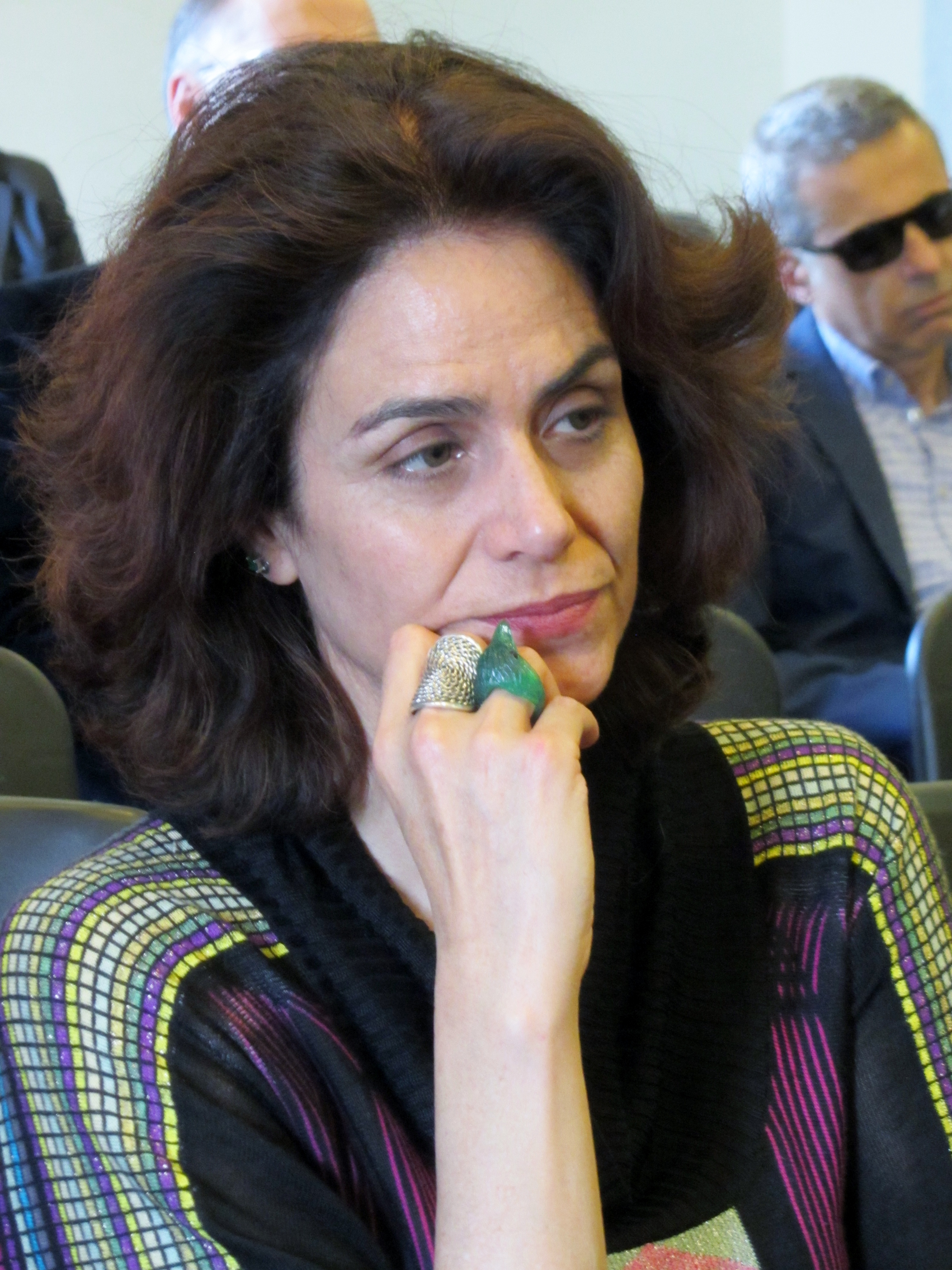
Gabriela Alemán
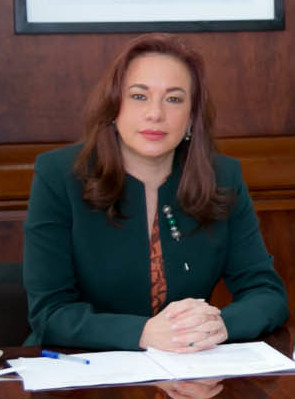
María Fernanda Espinosa
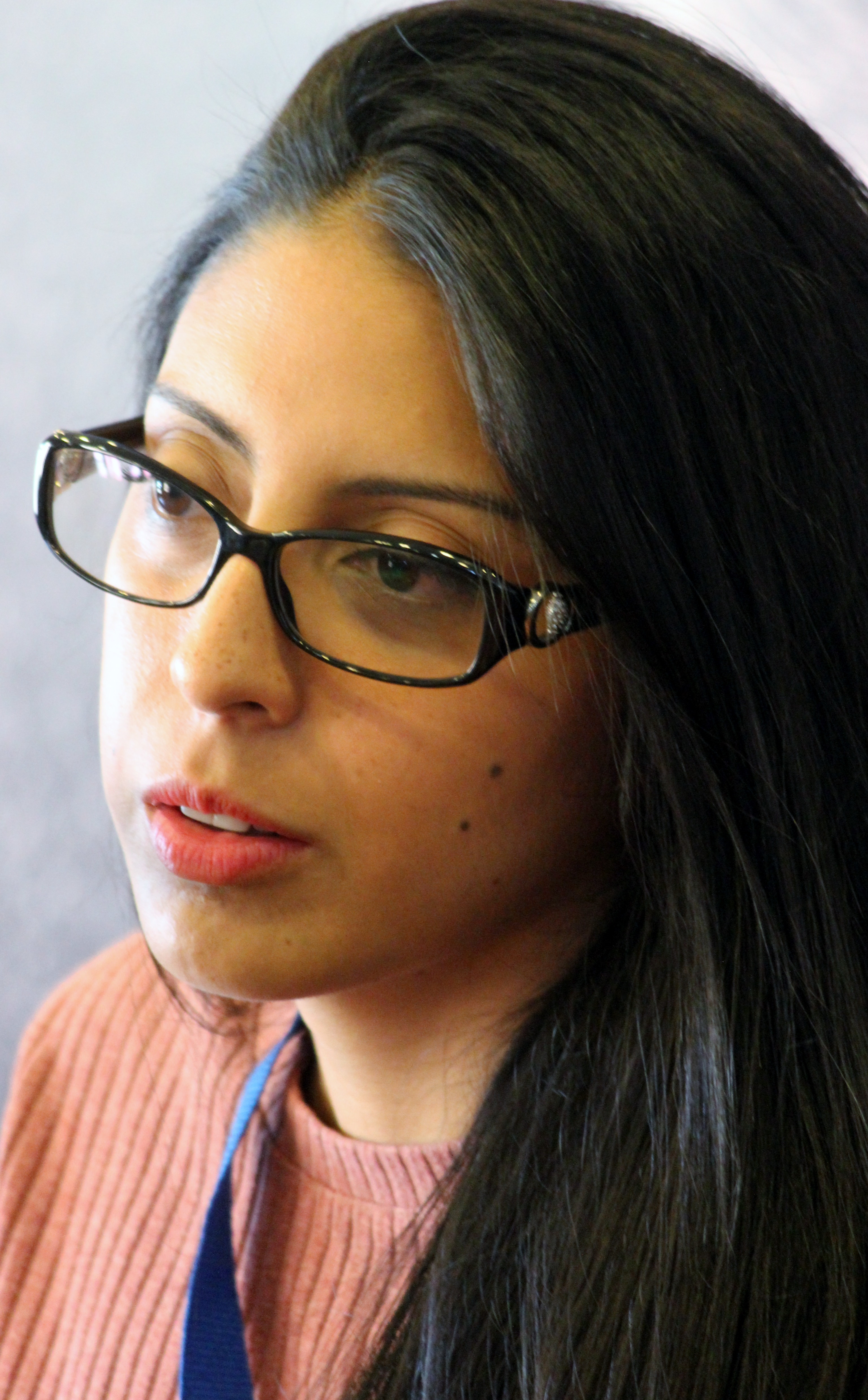
Mónica Ojeda
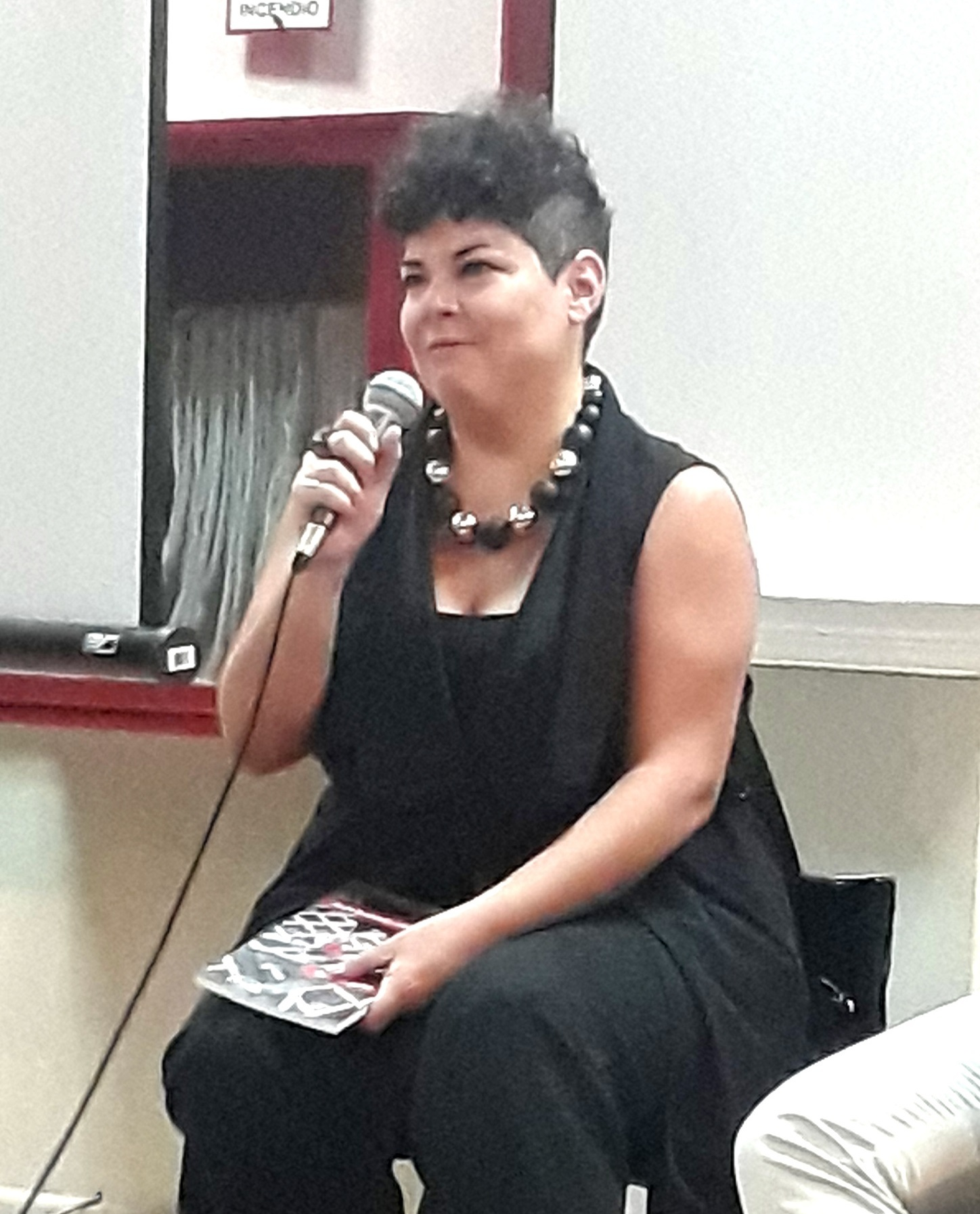
María Fernanda Ampuero
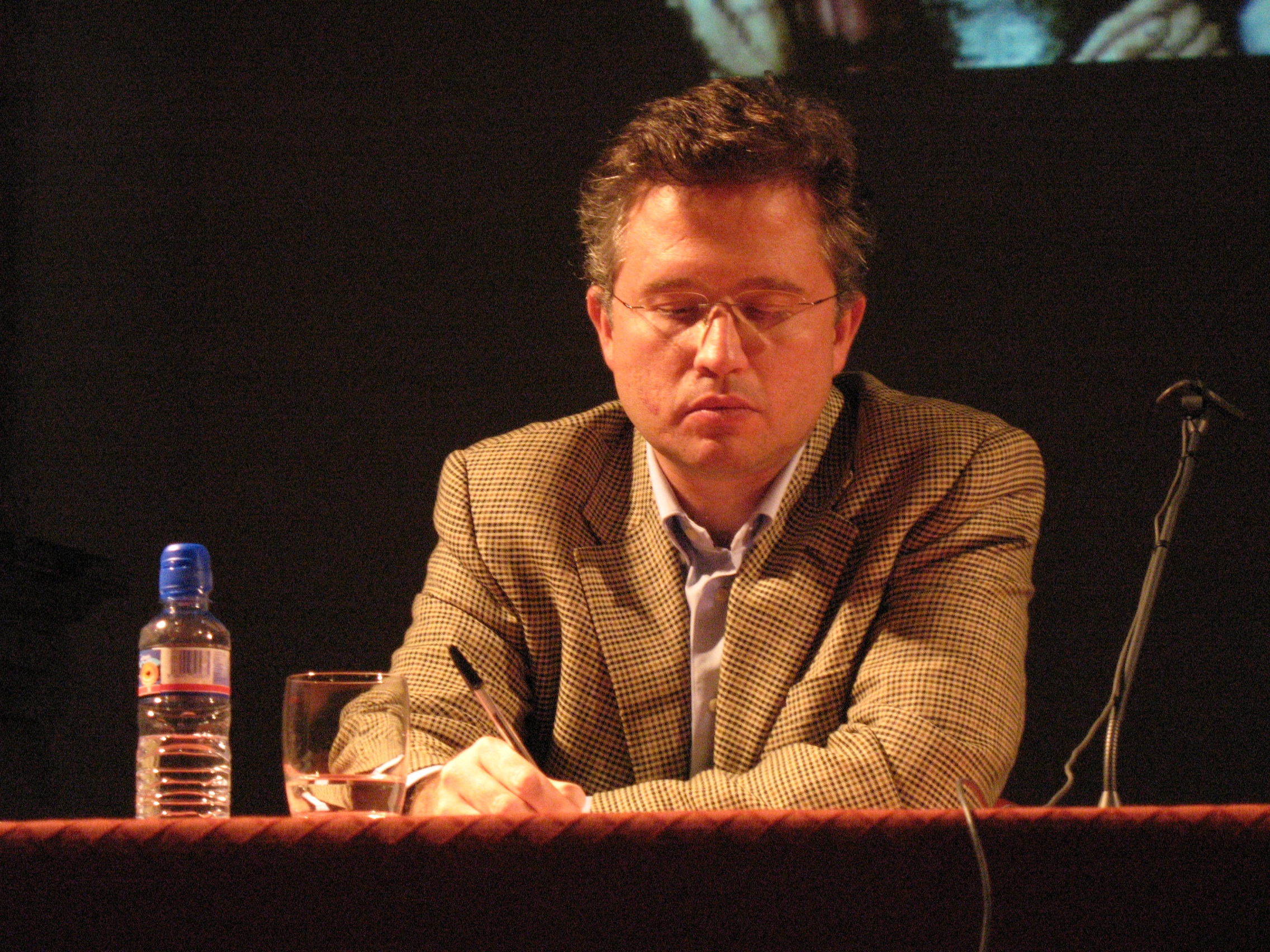
Leonardo Valencia

Parmi les figures actuelles : 
- Raúl Vallejo (es) (1959-), conteur, romancier, poète, essayiste, ministre,
- María Fernanda Espinosa (1964-), poétesse et femme politique,
- Gabriela Alemán (1968-), romancière,
- Óscar Vela (es) (1968-), romancier
- Leonardo Valencia (1969-), romancier, essayiste, Le Livre flottant (2006), El síndrome de Falcón (2008)
- María Fernanda Ampuero (es) (1976-),
- Ernesto Carrión (es) (1977-),
- Juan José Rodinás (es) (1979-),
- María Auxiliadora Balladares (es) (1980-),
- Mónica Ojeda (1988-), romancière,
- María Fernanda Ampuero, Juan Pablo Castro, Ernesto Carrión, Luis Carlos Mussó, Aleyda Quevedo, Mario Campaña...

## Auteurs
- Écrivains équatoriens, (es) écrivains équatoriens (version hispanophone)
- Romanciers équatoriens (en)
- Dramaturges équatoriens (en)
- Liste de poètes équatoriens (en), (es) poètes équatoriens par siècle
- Essayistes équatoriens (en)
- Traducteurs équatoriens

## Œuvres
- Œuvres littéraires équatoriennes (es)

## Institutions
- Archives nationales de l'Équateur (1884)
- Prix littéraires équatoriens (es)
- Concours national de littérature (Équateur) (es) (1996)
- Maison de la Culture équatorienne (es) (1944)
- Foire internationale du livre de Guayaquil (es) (depuis 2015)

#### Ouvrages généraux
- (es) Isaac J. Barrera, Historia de la literatura ecuatoriana, Ed. Casa de la cultura ecuatoriana, Quito, 1944 (rééd. ultérieures dont Libresa, Quito, 1979, 1 317 p.)
- (es) Miguel Donoso Pareja, Nuevo realismo ecuatoriano : crítica literaria, Eskeletra Editorial, Quito, 2002, 243 p.  (ISBN 9978-16-046-9)
- Claude Lara Brozzesi, Littérature de l'Equateur, Nuit blanche, Québec, 2004, 64 p.
- (es) Galo René Pérez, Literatura del Ecuador (cuatrocientos años): crítica y selecciones, Ed. Abya Yala, Quito, 2001 (2e éd.), 333 p.  (ISBN 978-9978-04-676-0)
- (es) Antonio Sacoto, « Fuentes para un estudio de la literatura ecuatoriana », in Revista Iberoamericana, no 144-145, 1988, p. 1001-1010
- (es) Antonio Sacoto, La novela ecuatoriana y otros ensayos, CCE Benjamín Carrion, Quito, 2008, 271 p.

#### Autres ouvrages notables
- (es) Juan León Mera, Cantares del pueblo ecuatoriano, 1892, Université Centrale de l'Équateur (lire en ligne)
- (es) H. Rodríguez Castelo, Literatura ecuatoriana, 1974, Ed. Ariel (Guayaquil), Col. "Biblioteca de Autores Ecuatorianos", vol. 100
- (es) H. Rodríguez Castelo, Literatura en la Audiencia de Quito, siglo XVII, 1980, Ed. Banque Centrale de l'Équateur (Quito)
- (es) H. Rodríguez Castelo, Literatura ecuatoriana, 1830-1980, 1980, Ed. Instituto Otavaleño de Antropología (Otavalo).